# Молоч альпійський
Молоч альпійський (Cicerbita alpina) — вид рослин із родини айстрових (Asteraceae).

## Біоморфологічна характеристика
Багаторічна трав'яниста рослина. Стебло просте прямовисне порожнисте (40)50–200(250) см заввишки, зверху переважно пурпурне і з червоними чи коричневим залозистими жорсткими волосинками. Листки неправильно перисті з великим трикутним кінцевим сегментом і кількома бічними, верхні листки сидячі, частково охоплюють стебло і менше сегментовані. Голови в тонкій китиці чи волоті. Квітки світло-фіолетові/синьо-фіолетові/сині, язичкові. Сім'янки майже циліндричні трохи пласкуваті, 2.5–5.5 × 1.1–1.3 мм; поверхня поздовжньо ребриста, трохи бородавчаста, не блискуча, піщана; папус білий. 2n=18.

## Середовище проживання
Зростає у Європі (Англія, Норвегія, Швеція, Фінляндія, Франція, Андорра, пн.-сх. Іспанія, Німеччина, Швейцарія, Австрія, Ліхтенштейн, Італія, Польща, Чехія, Словаччина, Словенія, Хорватія, Боснія та Герцеговина, Сербія та Косово, Чорногорія, Македонія, Албанія, Румунія, Болгарія, Греція, Україна, Росія).
В Україні вид росте у вологих лісах, на берегах річок, на болотах — у Карпатах.

## Використання
Молоді пагони і стебла можна їсти сирими; спочатку видаляють шкірку, але пагони все ще досить гіркі та несмачні.
Листя і молочний сік свого часу часто використовувалися в фітотерапії, хоча в наш час вони рідко використовуються. Вони є сечогінними, а також застосовуються зовнішньо при запаленні.